# Grauaugenwürger
Der Grauaugenwürger (Laniarius willardi) ist eine Vogelart aus der Familie der Buschwürger (Malaconotidae).
Er wurde 1997 im Albertine Rift im Südwesten Ugandas entdeckt und 2010 wissenschaftlich als Art beschrieben. Das Artepitheton ehrt den US-amerikanischen Ornithologen David E. Willard vom Field Museum of Natural History in Chicago.
Er galt zeitweise als Unterart Laniarius poensis willardi des Rabenwürgers, erhielt jedoch 2020 erneut Artstatus.
Die Art ist monotypisch.

## Merkmale
Der Grauaugenwürger erreicht eine Größe von 18 bis 19 cm und ein Gewicht von 40 bis 45 g. Das gesamte Gefieder ist schwarz mit einem leichten Schillern. Die Iris ist grau bis blau-grau. Der Schnabel und die Beine sind schwarz. Vom sehr ähnlichen Rabenwürger (Laniarius poensis) unterscheidet er sich durch seine blau-grauen (nicht blauschwarzen) Augen und von allen anderen schwarzen Buschwürgerarten ebenfalls durch seine Augenfarbe. Vom Trauerwürger (Laniarius funebris) und vom Füllebornwürger (Laniarius fuelleborni) unterscheidet er sich zudem durch sein schwärzeres (weniger dunkelgraues) Gefieder. Die Geschlechter ähneln einander. Die juvenilen Vögel sind bisher unbeschrieben. Auch über die Lautäußerungen liegen keine Informationen vor.

## Verbreitung und Lebensraum
Der Grauaugenwürger wurde bei Nteko an den unteren östlichen Hängen des Albertine Rifts im Südwesten Ugandas entdeckt. Weiter kommt er im Nationalpark Kibira im Nordwesten Burundis und wahrscheinlich im Osten der Demokratischen Republik Kongo (westlich des Albertsees und des Eduardsees sowie nordwestlich des Tanganjikasees) und in Ruanda vor. Er bewohnt Wälder, die von der Art Parinari excelsa aus der Familie der Goldpflaumengewächse (Chrysobalanaceae) dominiert sind. Sein Lebensraum befindet sich im unteren Berggürtel in Höhenlagen zwischen 1600 und 1900 m.

## Lebensweise
Über das Nahrungs- und Fortpflanzungsverhalten des Grauaugenwürgers liegen bisher keine Informationen vor. Weibchen in Brutbereitschaft wurden im Mai und im August beobachtet.

## Status
Der Grauaugenwürger wird als selten beschrieben und ist wahrscheinlich durch Lebensraumverlust gefährdet. In der Region des Albertine Rifts überleben nur wenig Wälder unterhalb von 2000 m.